# Blanca de Borgonya
Blanca de Borgonya (1295 - abadia de Maubuisson, Pontoise, abril de 1326) fou infanta de Borgonya i reina consort de França i Navarra (1322). Filla del comte Otó IV de Borgonya i la seva segona esposa, la comtessa Matilde I d'Artois, era neta per línia paterna d'Hug de Chalon i Adelaida I de Borgonya, i per línia materna de Robert II d'Artois i Amícia de Courtenay. Fou germana de la comtessa Joana II de Borgonya, casada amb Felip V de França. Es casà el 1308 a Corbeil amb el príncep i futur rei Carles IV de França. D'aquesta unió nasqueren dos fills: el príncep Felip de la Marca (1314-1322), i la princesa Joana de la Marca (1315-1321).
El 1314 fou confinada al castell de Gaillard juntament amb la seva cunyada Margarida de França acusada d'adulteri. Així mateix fou empresonada la seva germana Joana II de Borgonya, la qual va defensar fèrriament la seva innocència. El 1322 a l'adveniment al tron de França del seu marit Carles IV Blanca continuava reclosa al castell. El nou rei refusà el seu alliberament i demanà el divorci, que fou concedit el 7 de setembre del mateix any pel Papa Joan XXII. Immediatament el rei es casà amb Maria de Luxemburg per tal d'assegurar la successió de la corona veient que els dos fills que havia tingut amb Blanca havien mort joves. Blanca de Borgonya passà els darrers anys de la seva vida a l'abadia de Maubuisson, Pontoise, on morí l'any 1326. No hi ha cap confirmació documental de les dades de la seva mort.